# Mystomemia
Mystomemia là một chi bướm đêm thuộc họ Erebidae.